# 恵那市立岩邑小学校
恵那市立岩邑小学校（えなしりつ いわむらしょうがっこう）とは、岐阜県恵那市にある公立小学校。

## 通学区域
- 通学区域は岩村町全域である。公立中学校の進学先は恵那市立岩邑中学校である[1]。

## 沿革
現在の岩邑小学校は、旧来の岩邑小学校と大成小学校を統合し、新設された小学校である。ここでは旧来の岩邑小学校を岩邑小学校〈旧〉と表記する。
- 1873年（明治6年） - 知新義校が開校。校区は岩村、富田村。校舎校地は岩村藩の藩校の知新館を使用[注釈 1]。
- 1875年（明治8年） - 知新学校に改称する。
- 1877年（明治10年）10月 - 巌邑学校に改称する。
- 1878年（明治11年） - 裁縫科を設置。
- 1880年（明治13年） - 富田村が富田学校を開校し、巌邑学校から分立。
- 1882年（明治15年） - 領家に分教場を設置[注釈 2]。
- 1885年（明治18年） - 裁縫科を廃止。
- 1886年（明治19年）4月 - 巌邑小学校に改称する。簡易科、尋常科、高等科を設置。
- 1889年（明治22年）7月1日 - 岩村が町制施行し、岩村町が発足。
- 1893年（明治26年） - 巌邑尋常高等小学校に改称する。
- 1899年（明治32年）4月 - 師範学校教習所を併設。
- 1901年（明治34年）3月 - 師範学校教習所を廃止。高等科女子補習科を設置。
- 1903年（明治36年） - 実業補習学校を併設。補習学校は男子部と女子部に分かれて設置される。
- 1912年（大正元年） - 実業補習学校女子部寄宿舎が完成。遠方からの生徒の受け入れを開始[注釈 3]。
- 1914年（大正03年） - 校舎を増築。
- 1921年（大正10年） - 校舎を新築。
- 1922年（大正11年） - 校舎を新築。開校時の旧校舎を解体。
- 1923年（大正12年） - 新校舎建設のため、旧・知新館正門を移転。
- 1926年（大正15年） - 青年訓練所を併設。補習学校女子部校舎が完成。恵南実科女学校組合を結成。
- 1935年（昭和10年） - 青年学校を併設。
- 1941年（昭和16年）4月 - 岩邑国民学校に改称する。
- 1947年（昭和22年）4月 - 岩村町立岩邑小学校〈旧〉に改称する。一部の校舎は岩邑中学校が使用する（1949年まで）。
- 1954年（昭和29年）9月10日 - 岩村町と本郷村が合併し、岩村町となる。
- 1962年（昭和37年）4月 - 岩村町立岩邑小学校〈旧〉と大成小学校を統合し、新たに岩村町立岩邑小学校として開校。
- 1965年（昭和40年） - 現在地に移転、鉄筋コンクリート造の校舎が完成。
- 1995年（平成07年） - 現在の校舎が完成する。
- 2004年（平成16年）10月25日 - 恵那市、岩村町、山岡町、明智町、上矢作町、串原村が合併、恵那市が発足。同時に恵那市立岩邑小学校に改称する。

## その他
- 岩邑小学校の開校時の名称「知新義校」は、岩村藩が設置した藩校の知新館に由来する。